# الشقة (بريدة)
الشقة: إحدى مراكز بريدة. تقع إلى الشمال من مدينة بريدة على مسافة اثنى عشر كيلا ً، يمر بها الطريق الممتد غربًا من القصيم إلى المدينة المنورة وفيها يفترق الطريق المتجه إلى حائل شمالاً عن هذا الطريق. والشقة اليوم تعد حي من أحياء مدينة بريدة.

## التسمية
الشِّقَّة :- بتشديد الشين وكسرها ثم قاف مشددة فهاء ، مؤنث شقَّ -  وهو في اللغة الفصحى الصدع والخرق ، وعادة يطلق عند العرب على موضع تجمع الماء أي  ما شقه السيل في مجرى الماء .
بينما أدعى محمد ناصر العبودي أن الشقة في عاميتهم جزءًا مستطيلا من بيت الشعر ينسج وحده ثم يضاف إليه غيره فيكون البيت ويتسع حسب عدد الشقق الموجودة فيه. 